# Campo do British Club
O Campo do British Club, foi um dos primeiros campos de futebol construídos em Pernambuco, ainda nos primeiros anos do século XX, e foi utilizado para as primeiras partidas do Campeonato Pernambucano.

## História
O início do futebol em Pernambuco é datado em meados de 1903 trazido por Guilherme de Aquino Fonseca, o jovem de família rica pernambucana foi mandando à Inglaterra para realizar seus estudos, foi naquele país que houve o primeiro contato com o futebol. Pernambuco já sofria uma influência inglesa marcante. Quando a atual avenida Conde da Boa Vista se chamava apenas de rua Formosa, já existia uma igreja anglicana - a Holly Trinity Church - local onde se encontra, hoje, o Edifício Duarte Coelho e o cinema São Luiz. Os recifenses chamavam-na de Igrejinha dos Ingleses.
E, no número 35 do antigo aterro da Boa Vista (a atual rua da Imperatriz), existia o British Hospital, uma casa de quatro andares, com um cais de embarque e desembarque no Capibaribe, que era destinada, em princípio, aos súditos britânicos, e que encerrou as suas atividades no final de 1878. Na própria rua Padre Inglês, no bairro da Boa Vista, hoje chamada de rua do Padre Inglês, costumavam se hospedar os ingleses.
Quando os primeiros clubes de futebol da cidade foram criados, os ingleses estavam presentes. Muitos funcionários da Great Western e da Western Telegraph praticavam esse esporte nos quintais de suas casas. Um desses clubes foi o Pernambuco British Club, fundado em 1906, a equipe precisava de um local onde pudesse celebrar suas tradições inglesas, foi então que surgiu o Campo do British Club.

### Campeonato pernambucano
Do entusiasmo da juventude recifense com o esporte inglês nasceram outros clube voltados especificamente para a prática do futebol na cidade, o primeiro deles foi o Sport, fundado por Guilherme de Aquino Fonseca em 1905. Outras agremiações desportivas foram permitindo a prática do futebol, após ver o sucesso que a peleja estava fazendo na cidade, uma delas foi o Náutico, que em 1909 realizou sua primeira partida da história no Campo do British Club contra o próprio Sport.
O campo tinha como vantagem o fato de ser “cercado”, mais organizado, todas as equipes procuravam mandar seus jogos no campo inglês. Em 1915 a Liga Sportiva Pernambucana (LSP), atual FPF, deu início ao primeiro campeonato estadual, usando o Campo do British Club em inúmeras partidas, e foi lá que houve a primeira volta olímpica da competição, com o Flamengo de Recife levantando a taça.

### Fim das atividade
No ano de 1918 os ingleses saíram do Campo do British Club, foi então que o América passou a administrar o local até 1919, quando passou a mandar seus jogos no Campo na Jaqueira. Hoje no local há ruas, prédios e partes do Museu do Estado de Pernambuco (MEPE).